# Eiði
Eiði er en færøsk bygd med 702 indbyggere på det nordvestlige Eysturoy.Med de andre bygder Ljósá og Svínáir, havde Eiði Kommuna 1. januar 2025 783 indbyggere. Den nuværende borgmester er Jógvan í Skorini 2025-.
Eiði ligger ved foden af halvøen Eiðiskollur med adgang til havet på begge sider. Bebyggelsen strækker sig op ad sydsiden af Kollurin. I 1986 blev indsøen Eiðisvatn inddæmmet som reservoir for et vandkraftværk. Den 352 meter høje fjeld Eiðiskollur har siden 1823 været fredet for fårenes græsning om sommeren. Det er en af årsagerne til stedets særlige flora med planter.
Eiði har en moderne fiskerihavn med flere hjemmehørende fiskerbåde og tre fiskevirksomheder. Herudover er der en konvolutfabrik, en vognmandsforretning, foruden mindre enkeltmandsvirksomheder indenfor håndværk og tjenesteydelser.
Den nuværende skolebygning fra 1965, blev i 2001 udvidet med idrætshal og fik i 2020 tilføjet en klatrevæg på 8,5 meter. Skolen fra 1965 har 7 klasser, ca. 90 elever, 9 lærere og er udvidet 1995 og 2000. Skolen har 7 klasser, ca. 90 elever, 9 lærere og er udvidet. Den gamle gymnastiksal blev i 2016 ombygget til musikskole og kulturhus.
I 1999 blev et ældrekollektiv bygget, og i 2008 åbnede en børnehave. Et fodboldstadion og et nyt forsamlingshus blev anlagt i 2018.
Hotel Eiði åbnede i 1983, men blev nedlagt i 2011, og bygningen huser nu en afvænningsklinik for unge med alkohol og stofmisbrug.
Eiðis kirkja er fra 1881 og er en pudset og hvidkalket rektangulær bygning med skifertag. I øst er opført et kor og i vestenden er der opført en kraftigt, men lavt tårn med pyramidetag. Indgangsdøren er på tårnets vestside og der er fem vinduer på hver side. Under tårnuret er et dobbeltvindue delt af en søjle, der går igen i korenden.

## Historie
Landsbyen Eiði er blandt de ældste bygder på Færøerne. Det er nævnt skriftligt i begyndelsen af det 14. , og kulstof-datering har antydet, at landsbyen blev bosat af nordboer, så tidligt som i det 9. århundrede.
Eiði fik sin første skolelærer i 1834, og den første skolebygning blev bygget i 1874.
I 1880 var bygden med sine 500 indbyggere landets næststørste. Nedgang i det lokale kystfiskeri i 1900-tallet medførte et fald i indbyggertallet.
Ved udgravninger af indsøen Eiðisvatn omkring 1986 blev der fundet spor af en gård fra 1200-tallet. Eiði blev grundlagt i slutningen af det 17. århundrede. Kirken er fra 1881.
I området på øen Eysturoy ved Eiði og den tidligere britiske radarstation blev der 1959-60 bygget et nyt dansk bemandet Loran-C-anlæg, indledningsvis til militært brug, herunder det amerikanske Polaris-program med atombevæbnede ubåde i Nordatlanten. Satellitbaserede navigationssystemer gjorde senere Loran-C-systemet overflødigt, og stationen med den 190,5 m høje antennemast blev nedlagt i 2019. De syv sorte og hvide huse, der blev opført til personalet ved indsøen Niðri á Vatn, den såkaldte Kardemomme By, står stadig og er nu overgået til privat eje.

## Sport
Fodboldklubben EB/Streymur blev etableret i 1993 efter en fusion mellem EB fra Eiði (Eiðis Bóltfelag), som blev etableret i 1913 og Streymur fra Streymnes og Hvalvík, som blev etableret i 1976. 2015 blev der etableret et nyt fodboldstadion i nærheden af kirken.
Håndboldklubben EB Eiði, (Eiðis Bóltfelag) blev grundlagt i 1913. Fodboldafdelingen blev 1993 forenet med ÍF Streymur til EB/Streymur.

## Loran-C-anlægget
Ved indsøen Niðri á Vatn nordøst for Eiði, ved den tidligere britiske loranstation, blev der 1959-60 bygget et nyt dansk bemandet Loran-C-anlæg, indledningsvis til militært brug, herunder det amerikanske Polaris-program med atombevæbnede ubåde i Nordatlanten. Satellitbaserede navigationssystemer gjorde senere Loran-C-systemet overflødigt, og stationen med den 190,5 m høje antennemast blev nedlagt i 2019. De syv sorte og hvide huse, der blev opført til personalet, står stadig og er nu overgået til privat eje.

## Seværdigheder og turisme
På den nedlagte fodboldbane beliggende helt ude ved Atlanterhavet, åbnede 1.april 2015 campingpladsen Eiði Camping. Der er 10 standpladser til autocampere og plads til cirka 60 campingvogne. Der er fælles faciliteter som opholdsstue, møderum og køkken. Pladsen er åben hele året.
Huset Látralonin med røgstue Roykstova, blev opført i sten i 1842. Det fredede hus er indrettet til et lokalmuseum. Se hovedartiklen Færøske huse.
Mod nord ligger det 343 meter høje Eiðiskollur med de berømte klipper Risin og Kellingin liggende udenfor. Mod øst hæver Færøernes højeste fjeld, det 880 meter høje Slættaratindur, sig.

## Galleri
- Før fodboldstadion, fra 2015 Eiði Campingplads
- Åen og campingpladsen
- Eiðisvatn
- Risin og Kellingin
- Slættaratindur

## Kendte personer
- Niels Andreas Kruse (1871-1953) er en af pionererne i færøsk landskabsmaleri. Hans skildringer af naturscenerier, især kystlandskaber omkring hjembygden Eiði, var med til at vække den nye interesse for naturen og billedkunsten.
- Sigrun Gunnarsdóttir (1950-) er barnebarn af Niels Kruse. Hun er uddannet som kunstmaler fra 1973 til 1980 på Det Kongelige Danske Kunstakademi.